# Berca JB-3 Lácar
Берка JB-3 Лакар (исп. Berca JB-3 Lácar) — аргентинский одноместный мотопланёр. Разработан авиаконструктором Хорхе Берка.

## История

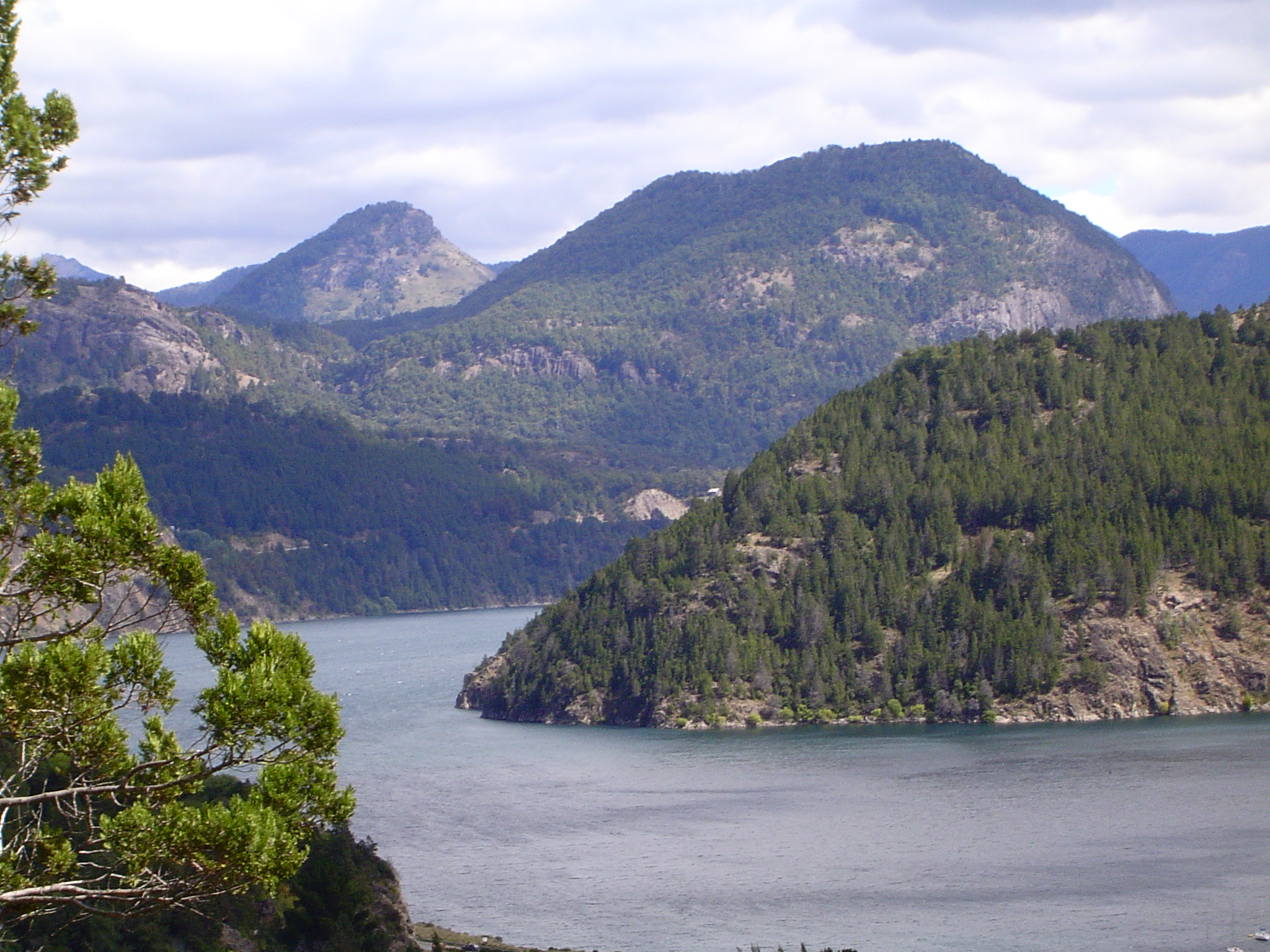
Ледниковое озеро Лакар в честь которого назван мотопланёр

После почти двух десятилетий бездействия, в 1995 Хорхе Берка спроектировал мотопланёр, который получил обозначение JB-3 «Lácar». Постройка была завершена в середине 1996 года. Первый летательный аппарат получил бортовой номер LV-X198. Испытательные полёты начались в сентябре того же года. Аппарат назван в честь аргентинского озера Лакар.

## Конструкция
Представляет собой свободнонесущий низкоплан с Т-образным хвостом. Корпус и крылья изготовлены из дерева и стекловолокна. Крыло — трапециевидное, обратной стреловидности. «Лакар» оснащён двигателем Rotax 447 мощностью 39 л. с. Шасси выдвигающееся.

## Тактико-технические характеристики
Технические характеристики
- Экипаж: 1
- Длина: 13,50 м
- Размах крыла: 16,30 м
- Высота:
- Площадь крыла: 11,16 м²
- Масса пустого: 250 кг
- Максимальная взлётная масса: 370 кг
- Силовая установка: 1 × Rotax 447
- Мощность двигателей: 1 × 39 л. с.

Лётные характеристики
- Максимальная скорость: 200 км/ч
- Крейсерская скорость: 130 км/ч